# XIMA
XIMA（しま）とは株式会社マスターピースが運営する、Flash版の無料逆SNSサイトの一つである。全般的に『風』をイメージしている。

## 概要
XIMA会員が流した風（会員の投稿やつぶやきなど）は常にサイトのトップを文字として流れている。
その風をキャッチして「風の記憶」として読み返したり、「書斎」と呼ばれる場所で流した風の編集や配信期間を設定するほか、ゲームやアクセス解析の参照が可能。

## 詳細
- トップページ

新規登録やガイドを見る。EメールとPASSでログインする。他に利用規約、運営会社の情報等
- ガイドを見る(？)

XIMAオフィシャルガイド【プロローグ】を別ウインドウで展開する。
ログインやログアウト・MENU等の基本操作の他、風を読む(BEACH)、風を流す(書斎)、
スタンプラリー&アクセス解析(壁)など、タブを切り替える事で詳細に参照できる。
- ログイン直後

ログイン直後は、MyBEACHに位置している(と思われる）。
- 風の評価

風は、トップから数十文字程度を閲覧したり、続きを読む、あるいは3段階に分けて評価する(キライ-ワルクナイ-キニイッタ)事が可能。評価を終えるまでは他の風を読む事ができず、また、24時間以内の再評価は出来ない。
- 風を流す(書斎)

川柳形式の五・七・五、独り言[128文字まで]、原稿[4000文字まで]から形式を選ぶ。形式によっては明朝体とゴシック体を選べたり、体裁(原稿形式のみ)をチョイスできたりする。新規登録時のスタンプは、風を流す際に角度を調節できる。
他に流した風の削除、配信速度(STRONG-NORMAL-STOP)の変更、RSSフィードもこの機能から。
- 風の記憶

過去にキャッチした風の一覧を表示する。
日付別(今日から4日前まで)に閲覧できる他、評価別のタブにも分けられている。
- 気に入りのBEACH

『評価しないでこの人のBEACHへ』を選択、移動した時に追加できる。他人のBEACHでは、MyBEACHとは違う風が流れている。